# Liste der Bodendenkmäler in Hebertshausen
Auf dieser Seite sind die Bodendenkmäler in der oberbayerischen Gemeinde Hebertshausen zusammengestellt. Diese Tabelle ist eine Teilliste der Liste der Bodendenkmäler in Bayern. Grundlage ist die Bayerische Denkmalliste, die auf Basis des Bayerischen Denkmalschutzgesetzes vom 1. Oktober 1973 erstmals erstellt wurde und seither durch das Bayerische Landesamt für Denkmalpflege geführt wird. Die folgenden Angaben ersetzen nicht die rechtsverbindliche Auskunft der Denkmalschutzbehörde.

## Bodendenkmäler in Hebertshausen
| Lage       | Objekt | Akten-Nr.     | Bild |
| ---------- | --- | ------------- | ---- |
| (Standort) | Grabhügel vorgeschichtlicher Zeitstellung. | D-1-7634-0001 |      |
| (Standort) | Verebneter Grabhügel vorgeschichtlicher Zeitstellung. | D-1-7634-0049 |      |
| (Standort) | Villa rustica der römischen Kaiserzeit. | D-1-7634-0051 |      |
| (Standort) | Bestattungsplatz mit Kreisgräben und Siedlung vor- und frühgeschichtlicher Zeitstellung. | D-1-7634-0062 |      |
| (Standort) | Untertägige mittelalterliche und frühneuzeitliche Befunde im Bereich der katholischen Filialkirche Mariä Geburt in Unterweilbach und ihrer Vorgängerbauten.                                                                    | D-1-7634-0075 |      |
| (Standort) | Untertägige mittelalterliche und frühneuzeitliche Befunde und Funde im Bereich von Schloss Unterweilbach mit der katholischen Schlosskapelle St. Martin, dem zugehörigen Wirtschaftshof und ehemaligen barocken Gartenanlagen. | D-1-7634-0076 |      |
| (Standort) | Untertägige mittelalterliche und frühneuzeitliche Befunde im Bereich der katholischer Pfarrkirche St. Peter in Ampermoching und ihrer Vorgängerbauten mit abgegangener Kapelle St. Hippolyt.                                   | D-1-7634-0078 |      |
| (Standort) | Untertägige spätmittelalterliche und frühneuzeitliche Befunde und Funde im Bereich der katholischen Filialkirche St. Johannes Baptist in Oberweilbach und ihres Vorgängerbaus.                                                 | D-1-7634-0081 |      |
| (Standort) | Siedlung der Latènezeit und des frühen Mittelalters. | D-1-7634-0184 |      |
| (Standort) | Siedlung vor- und frühgeschichtlicher Zeitstellung, u. a. der Bronzezeit und der römischen Kaiserzeit. | D-1-7635-0257 |      |
| (Standort) | Untertägige mittelalterliche und frühneuzeitliche Befunde im Bereich der katholischen Filialkirche St. Nikolaus in Sulzrain und ihrer Vorgängerbauten mit aufgelassenem Friedhof.                                              | D-1-7635-0325 |      |
| (Standort) | Untertägige mittelalterliche und frühneuzeitliche Befunde und Funde im Bereich der katholischen Filialkirche St. Georg in Hebertshausen und ihrer Vorgängerbauten.                                                             | D-1-7734-0183 |      |
| (Standort) | Untertägige mittelalterliche und frühneuzeitliche Befunde im Bereich der katholischen Filialkirche St. Kastulus in Prittlbach und ihrer Vorgängerbauten.                                                                       | D-1-7734-0185 |      |
| (Standort) | Untertägige spätmittelalterliche und frühneuzeitliche Befunde im Bereich von Schloss Deutenhofen und seiner Vorgängerbauten mit zugehörigem Wirtschaftshof.                                                                    | D-1-7734-0187 |      |
| (Standort) | Untertägige mittelalterliche und frühneuzeitliche Befunde im Bereich der katholischen Filialkirche St. Nikolaus in Goppertshofen und ihrer Vorgängerbauten.                                                                    | D-1-7734-0189 |      |